# IC 1402
IC 1402 bezeichnet im Index-Katalog 15 bis 20 scheinbar dicht beieinander liegende Sterne im Sternbild Cygnus. Der Katalogeintrag geht auf eine Beobachtung des Astronomen Thomas Espin am 16. September 1893 zurück.